# Ifrit
Ifrit (arabisch عفريت, DMG ʿIfrīt Plural: عفاريت / ʿAfārīt; abgeleitet von ʿafar / عفر / ‚Staub‘), auch Afrit, veraltet Efreet, ist ein Geistwesen der islamischen Mythologie, das aus Feuer geschaffen wurde und das Leben der Menschen sowohl auf gute als auch auf böse Art und Weise beeinflussen soll. Die Afarit gehören zu den Dschinn und sind Dämonen, die überwiegend in der (analog zum Himmel) siebenstufigen Unterwelt leben. Sie sind ausgestattet unter anderem mit Hörnern, Löwenklauen oder Eselshufen.

## Ursprung
Im Koran wird in (Sure 27:39-40) ein kraftvoller Dschinn als Ifrit eingeführt, der König Salomo den Thron der Königin von Saba bringen sollte:
Einer von den Dschinn, ein ʿIfrit, sagte: „Ich werde ihn dir bringen, noch ehe du dich von deinem Platz erhebst. Ich habe die Macht dazu und bin zuverlässig.“ Derjenige, der Wissen aus der Schrift besaß, sagte: „Ich werde ihn dir in einem Augenblick bringen.“ Als er ihn nun (auf wunderbare Weise plötzlich) bei sich stehen sah, sagte er: „Das ist (etwas) von der Huld meines Herrn, damit er mich auf die Probe stellt (und sieht) ob ich dankbar oder undankbar bin. Wenn einer (Gott) dankbar ist, ist er es zu seinem eigenen Vorteil. Und wenn einer (ihm) undankbar ist (tut das Gott keinen Abbruch). Mein Herr ist reich (oder: auf niemand angewiesen) und (in sich) vortrefflich (und hat weder Anerkennung noch Dank nötig).“ 
Nach einer Hadith von Buchari wollte ein Ifrit das Gebet des islamischen Propheten Mohammed unterbrechen, doch konnte er ihn mit Hilfe von Gott überwinden und wollte ihn an eine Säule fesseln und am nächsten Morgen zeigen, beschloss, ihn dann aber doch wieder freizulassen und durch das Gebet Salomons zu vertreiben.
Des Weiteren wird ein Ifrit in der Geschichte von Mohammeds Himmelfahrt erwähnt. Demnach taucht ein Ifrit auf, der Mohammed mit Feuer bedroht. Um ihn zu besiegen, bittet er den Erzengel Gabriel um Hilfe, der ihm daraufhin ein Gebet lehrt, welches den Ifrit verschwinden lässt.

## Erscheinungsformen
Die Vorstellungen über die Erscheinungsformen der Afarit sind unterschiedlich, allgemein gelten sie als sehr stark, sie können sieben Köpfe besitzen oder als muskelbepackte junge Männer auftreten. Selten haben Dschinn und Afarit hinreichend ausformulierte Eigenschaften, um über eine Individualität und einen eigenen Namen zu verfügen. Zu den Ausnahmen zählt der in Marokko gefürchtete und verehrte weibliche Besessenheitsgeist Aisha Qandisha.
Der Begriff Ifrit wird nach älteren Darstellungen auf Rachegeister angewendet, die Mörder und Verbrecher heimsuchen und sie bestrafen. Sie seien Geister von Ermordeten, die aus dem Totenreich zurückkehren, um sich an dem Mörder zu rächen. Sie würden als Rauchsäule am Ort des Mordes erscheinen und aus dem Blut der Opfer entstehen. Die zu den Dschinn gehörenden Afarit werden dagegen nicht mit Totengeistern in Verbindung gebracht, bedrohliche Totengeister haben keinen altarabischen Ursprung.

## Volksglauben und Literatur

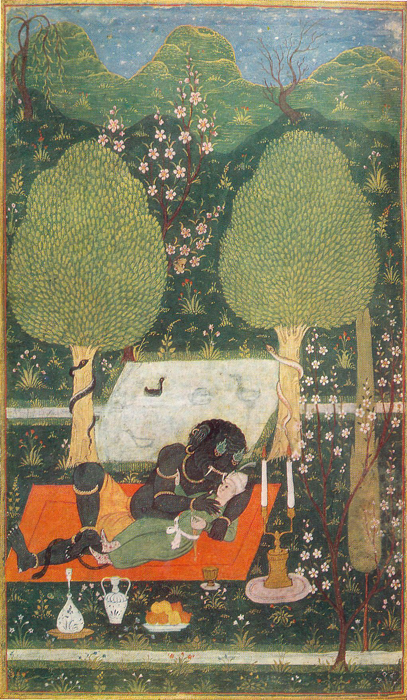
Machan von einem Ifrit umarmt. Buchara, 1648.

In den okkulten Praktiken des islamischen Volksglaubens gibt es die Vorstellung von sieben Königen der Dämonen, denen jeweils ein Tag der Woche zugeschrieben wird. Es handelt sich dabei um Afarit, die wie gewöhnliche Dschinn sowohl wohlwollend als auch übelwollend gegenüber den Menschen sein können, stehen aber unter der von Allah gegebenen Verantwortung über die Erde. Nach Wahb ibn Munabbih sind sie archetypische Dschinn, die, anders als die übrigen Dschinn, weder Nahrung zu sich nehmen müssen, noch Kinder zeugen können und ähneln in der Hinsicht den Satanen. 
Sie werden in muslimischen Abhandlungen über Zauberei erwähnt, wie dem Buch der Wunder. Al Buni stellt die Afarit den Erzengeln gegenüber. Ihre Namen tauchen auch auf verschiedenen Talismanen auf. Man brauche, damit ein Zauber gelingt, die Erlaubnis des Ifrit, der für den jeweiligen Wochentag zuständig ist. Beschwört man zudem den für diesen Wochentag zuständigen Engel, könne der Ifrit den Befehl des Zauberers nicht ablehnen. Da sie sich nicht selbst von ihrem Platz fortbewegen können, senden sie stattdessen ihnen untergebenen Satane aus, um einen Befehl auszuführen. Manche Zauberer und Heiler, wenn auch von der Beschwörung der Dämonen nicht abgeneigt, schmähen die Beschwörung jener Afarit, da es sich bei um Dämonen der unteren Welt handelt.
Andere Afarit hätten ebenfalls, wie die gewöhnlichen Dschinn, die Fähigkeit Besitz von den Körpern der Menschen zu ergreifen. Der Besessene würde stärker und mutiger, aber auch wahnsinnig werden. Mit der Hilfe von magischen Ringen könne man die Afarit bezwingen und Befehle ausführen lassen und zum Beispiel schwere Lasten tragen lassen.
In der Erzählungssammlung Tausendundeine Nacht wird berichtet, dass Sulaimān, diejenigen Ifrit bestrafte, die sich dem Dienst an Gott nicht unterwerfen wollten. Sie wurden deshalb in Krüge eingesperrt, die mit einem bleiernen Siegel verschlossen waren, auf denen der Name Gottes aufgedruckt war.
Der blinde Dichter Al-Maʿarri erwähnt die Afarit in einem seiner Werke. Er beschreibt darin ein eigenes Paradies für die Afarit, mit „dunklen und schmalen Tälern“.

## Totengeister
Besonders in Ägypten ist die Vorstellung vom Ifrit als Totengeist verbreitet. Wahrscheinlich beeinflusst von der altägyptischen Seelenvorstellung, wird der umherirrende Teil der Seele des Verstorbenen mit dem Ifrit identifiziert. Diese leben auf Friedhöfen, besuchen Orte, an denen sich der Lebende häufig aufhielt oder wandern an dem Ort des Sterbens. Dabei erschafft nicht jede Person, die stirbt einen bösartigen Ifrit. Allein jene, die ermordet wurden, würden einen Ifrit erzeugen, der die Lebenden verfolgt, erschrickt oder gar tötet. Sie werden vom Blut des Opfers angezogen. Eine unbenutzte Nadel in das Blut zu werfen verhindert dabei die Formierung des Ifrits. Märtyrer, Heilige und Propheten gelangen, dem islamischen Glauben nach, direkt nach dem Tod in den Himmel, haben daher keinen Teil der Seele, der auf Erden zurückbleibt und können daher auch keinen Ifrit haben. Auch wenn der Glaube an Totengeister häufig mit dem islamischen Ägypten in Verbindung gebracht wird, konnte er auch bei Muslimen  in Syrien und Indien vorgefunden werden.

## Rezeption

### Videospiele
In modernen Videospielen erscheinen Ifrit vor allem in den verschiedenen Versionen der japanischen Serie Final Fantasy, oder auch bei Hexen: Beyond Heretic. Dort sind sie als Beschwörungswesen (engl. Summons) dem Element Feuer zugeordnet, neben anderen mythologischen Figuren wie Shiva dem Eis. Außerdem gibt es in einigen älteren Editionen des Sammelkartenspiels Magic: The Gathering den Kreaturentyp Ifrit.
Ebenfalls kann man im 3. Teil der Reihe Heroes of Might and Magic die Ifrit (Efreet) und auch Efreet Sultans wiederfinden, die als rote Feuerdämonen mit Hörnern, bzw. Turban auf dem Kopf (Efreet Sultans), menschlichem Oberkörper und einem Feuerwirbel statt Beinen dargestellt werden, im Gegensatz zu ihren Erzfeinden, den Dschinns, die analog statt Beinen eine Art Eiswirbel haben.

### Belletristik
Der Ifrit findet in verschiedenen belletristischen Romanen Eingang. So etwa in der Bartimäus-Trilogie von Jonathan Stroud, in der Afriten (Ifriten) Teil einer Kategorisierung von „Wesenheiten“ des „anderen Ortes“ sind. Diese Wesen unterteilen sich in einer Rangfolge von vergleichsweise niederen Wesen wie Kobolden über Foliots und Dschinn bis zu den Afriten (Ifriten) und Mariden.
Ähnlich dieser Sichtweise geht es auch in Die Kinder des Dschinn von Philip Kerr und Die Sturmkönige von Kai Meyer zu, in denen die Ifriten jeweils ein Dschinnstamm sind, der mal friedfertig mal bösartig ist. Somit ist hier eine Übernahme der mythischen Figur in eine magische Welt erkennbar. Hierbei geht es nur noch zum um die Darstellung des "Bösen in der Welt" und mehr um die Bevölkerung einer Fantasiewelt mit interessanten Figuren.
In Die Chroniken der Unterwelt von Cassandra Clare hingegen sind die Ifriten unmagische Hexenmeister. Hier wird ein Schritt weg vom mythologischen Ursprung hin zu einer bloßen Namensgebung vorgenommen.